# Vua sư tử (phim 2019)
Vua sư tử (tựa gốc tiếng Anh: The Lion King) là phim điện ảnh ca nhạc của Mỹ năm 2019 do Jon Favreau đạo diễn và sản xuất, với phần kịch bản do Jeff Nathanson đảm nhiệm và hãng Walt Disney Pictures đóng vai trò làm hãng sản xuất. Đây là phiên bản làm lại theo phong cách hoạt hình máy tính của bộ phim hoạt hình truyền thống cùng tên năm 1994 của Disney. Phim có sự tham gia lồng tiếng của Donald Glover, Seth Rogen, Chiwetel Ejiofor, Alfre Woodard, Billy Eichner, John Kani, John Oliver, Florence Kasumba, Eric Andre, Keegan-Michael Key, JD McCrary, Shahadi Wright Joseph và Beyoncé Knowles-Carter, cũng như James Earl Jones thể hiện lại vai diễn lồng tiếng của mình từ bộ phim gốc. Cốt truyện của phim kể về Simba, một chú sư tử con phải nắm lấy vai trò là vị vua hợp pháp của quê hương sau khi cha cậu là Mufasa bị sát hại dưới móng vuốt của người chú độc ác Scar.
Kế hoạch làm lại bộ phim Vua sư tử năm 1994 đã được xác nhận vào tháng 9 năm 2016 sau thành công phòng vé của các phim điện ảnh làm lại của Disney như Cậu bé rừng xanh (2016), một bộ phim cũng do Favreau đóng vai trò đạo diễn. Đạo diễn Favreau cũng lấy cảm hứng từ một số vai diễn của các nhân vật trong vở diễn Broadway chuyển thể The Lion King, đồng thời phát triển tác phẩm dựa trên các chất liệu từ nguyên tác gốc năm 1994. Hầu hết dàn diễn viên lồng tiếng chính đã ký hợp đồng vào đầu năm 2017 và quá trình quay phim chính bắt đầu được thực hiện từ giữa năm 2017 tại một phim trường phông xanh ở Los Angeles. "Các công cụ thực tế ảo" từng được ứng dụng trong Cậu bé rừng xanh đã được sử dụng ở mức độ lớn hơn trong quá trình bấm máy của Vua sư tử. Hai nhà soạn nhạc Hans Zimmer và Elton John cùng nhà phổ lời Tim Rice đều từng làm việc cho phần nhạc phim nguyên tác, cũng trở lại để thực hiện phần nhạc phim cùng với Beyoncé. Beyoncé cũng đã hỗ trợ John trong quá trình làm lại phần nhạc phim cũng như viết một bài hát mới mang tên "Spirit", cũng do cô thể hiện. Vua sư tử là phim điện ảnh cuối cùng ghi danh nhà dựng phim Mark Livolsi, đồng thời tác phẩm cũng được coi như một lời tri ân tới ông. Với kinh phí ước tính khoảng 260 triệu USD, đây là một trong những phim điện ảnh có kinh phí đắt đỏ nhất từng được thực hiện.
Vua sư tử được công chiếu tại các rạp ở Hoa Kỳ và Việt Nam vào ngày 19 tháng 7 năm 2019. Tác phẩm đã thu về hơn 1,6 tỷ USD trên toàn thế giới trong suốt thời gian chiếu rạp, vượt qua Nữ hoàng băng giá (2013) để trở thành phim hoạt hình có doanh thu cao nhất mọi thời đại. Vua sư tử cũng trở thành phim điện ảnh có doanh thu cao thứ bảy mọi thời đại và đồng thời cũng là phim điện ảnh có doanh thu cao thứ hai trong năm 2019. Phim nhận được nhiều đánh giá trái chiều từ các nhà phê bình, với nhiều lời khen ngợi cho hiệu ứng hình ảnh, âm nhạc và trình diễn lồng tiếng (đặc biệt là Rogen và Eichner), nhưng cũng bị chỉ trích vì tác phẩm quá giống với bộ phim nguyên tác, cũng như cách diễn tả cảm xúc trên mặt các nhân vật chưa tốt. Phim đã nhận được đề cử cho hạng mục Phim hoạt hình hay nhất và Ca khúc trong phim hay nhất tại Giải Quả cầu vàng lần thứ 77 và Giải Critics' Choice lần thứ 25. Tác phẩm cũng nhận được đề cử cho hạng mục hiệu ứng hình ảnh tại cả Giải BAFTA lần thứ 73 lẫn Giải Oscar lần thứ 92. Phần phim tiếp nối đang được phát triển với sự tham gia đạo diễn của Barry Jenkins.

## Nội dung
Ở Vùng đất Kiêu hãnh châu Phi, một bầy sư tử kiêu hãnh cai trị vương quốc động vật từ Mỏm đá Kiêu hãnh. Vua Mufasa và Hoàng Hậu Sarabi giới thiệu đứa con trai mới sinh của họ, Simba, cho những loài động vật đã được khỉ mặt chó Rafiki, cố vấn của vương quốc, kêu gọi tụ họp. Mufasa dẫn Simba đi xem Vùng đất Kiêu hãnh và giải thích cho cậu về trách nhiệm của vương quyền và "vòng xoay cuộc đời" kết nối tất cả các sinh vật.
Em trai của Mufasa là Scar thèm muốn ngai vàng và âm mưu loại bỏ Mufasa và Simba, để hắn có thể trở thành vua. Trong phiên bản này, vết sẹo của hắn có màu đen thay vì màu hồng như trong phim gốc và ngoại hình rất giống với sư tử châu Á với cái bờm thưa thớt hơn và vóc dáng mảnh khảnh hơn. Hắn lừa Simba và người bạn thân Nala đi khám phá nghĩa địa voi, nơi cả hai bị một bầy linh cẩu do Shenzi cầm đầu truy đuổi. Vụ việc đến tai Mufasa thông qua hồng hoàng Zazu, ông bèn chạy tới giải cứu đàn con. Dù giận Simba, Mufasa vẫn tha thứ cho cậu và giải thích rằng các vị vua vĩ đại trong quá khứ đang dõi theo họ từ bầu trời đêm, và một ngày nào đó ông cũng sẽ dõi theo Simba. Cùng lúc đó, Scar đến thăm những con linh cẩu và thuyết phục chúng giúp hắn lật đổ Mufasa để đổi lấy quyền săn bắt ở Vùng đất Kiêu hãnh.
Scar đặt bẫy anh trai và cháu trai của mình, dụ Simba vào một hẻm núi và để đám linh cẩu lùa một đàn linh dương đầu bò lớn giẫm đạp cậu. Hắn thông báo cho Mufasa về việc Simba đang gặp nguy hiểm, biết rằng nhà vua sẽ lao đến cứu con trai mình. Mufasa cứu Simba, suýt rơi xuống hẻm vì còn bám được tay trên rìa đá. Scar từ chối giúp đỡ Mufasa, hắn đẩy ông rơi xuống vực và thuyết phục Simba rằng thảm kịch là lỗi của cậu. Hắn khuyên cậu nên rời khỏi vương quốc và đừng bao giờ quay trở lại. Hắn ra lệnh cho bầy linh cẩu giết chết đàn sự tử con, nhưng Simba đã trốn thoát. Scar nói với niềm kiêu hãnh rằng Mufasa và Simba đã chết, hắn tự phong vua cho mình và cho phép bầy Shenzi sống ở Vùng đất Kiêu hãnh.
Timon và Pumbaa, một chú chồn đất và một chú lợn bướu, đã giải cứu Simba khi cậu đang gục ngã giữa sa mạc. Simba lớn lên trong ốc đảo cùng với hai người bạn mới của mình và những người bạn động vật khác, sống một cuộc sống vô tư theo phương châm "hakuna matata". Một ngày, Simba trưởng thành cứu Timon và Pumbaa khỏi một con sư tử cái đói, hóa ra cô sư tử ấy chính là Nala. Nala và Simba tái hợp và yêu nhau, cô thúc giục anh trở về nhà, nói với anh rằng Vùng đất Kiêu hãnh đã trở thành một vùng đất hoang cằn cỗi dưới sự cai trị của Scar. Cảm thấy tội lỗi về cái chết của cha mình, Simba từ chối và bỏ đi. Sau đó, anh gặp Rafiki, người nói với anh rằng linh hồn của Mufasa vẫn tồn tại trong Simba. Simba nhìn thấy linh hồn của Mufasa trên bầu trời đêm, và ông đã nói với cậu rằng anh phải lấy lại vị trí xứng đáng của mình. Nhận ra rằng cậu không thể chạy trốn khỏi quá khứ được nữa, Simba quyết định quay trở lại Vùng đất Kiêu hãnh.
Được sự giúp đỡ của bạn bè, Simba lẻn qua bầy linh cẩu ở Mỏm đá Kiêu hãnh và đối mặt với Scar khi hắn đang chuẩn bị chiến đấu với Sarabi. Scar chế nhạo Simba về vai trò của cậu trong cái chết của Mufasa và đưa cậu trở lại rìa tảng đá, nơi hắn tiết lộ với cậu rằng chính hắn đã giết Mufasa. Quá tức giận, Simba nói sự thật cho những sinh vật có mặt. Scar cố từ chối, nhưng hắn đã để lộ việc mình về khoảnh khắc cuối cùng của Mufasa, dù trước đó hắn đã tuyên bố rằng hắn đến quá muộn nên không thể cứu anh trai mình. Timon, Pumbaa, Rafiki, Zazu và những con sư tử cái chiến đấu với Shenzi và gia tộc của ả trong khi Scar khi đang cố gắng trốn thoát đã bị dồn vào rìa Mỏm đá Kiêu hãnh.
Lúc này, Scar bèn trở mặt, cầu xin lòng thương xót và cố gắng đổ tội cho những con linh cẩu; Simba tha mạng và yêu cầu hắn rời khỏi Vùng đất Kiêu hãnh mãi mãi. Scar từ chối và tấn công cháu trai mình bằng cách nhân lúc Simba sơ ý hắn đã hắt đốm lửa vào mặt cậu rồi thình lình tấn công bất ngờ, cả hai diễn ra một trận đấu chí tử, và sau trận chiến Simba đã vật hắn xuống vách đá. Scar sống sót sau cú ngã nhưng bị đàn linh cẩu tấn công và giết chết sau khi chúng nghe lỏm được ý định phản bội bầy linh cẩu của hắn. Sau đó, Simba tiếp quản vương quốc và biến Nala trở thành hoàng hậu của mình. Khi Vùng đất Kiêu hãnh được khôi phục về trạng thái bình thường, Rafiki giơ đứa con mới sinh của Simba và Nala trước bầy sinh vật của vương quốc, vòng xoay cuộc đời lại tiếp diễn.

## Lồng tiếng
- Donald Glover vai Simba:
Một chú sư tử là hoàng tử của Vùng đất Kiêu hãnh. Glover cho biết bộ phim sẽ tập trung nhiều hơn vào thời gian trưởng thành của Simba so với bộ phim gốc: "[Favreau] rất chú trọng đến việc đảm bảo làm sao cho chúng tôi thấy được sự thay đổi của [Simba] từ cậu bé tới khi trở thành một người đàn ông và việc thật khó khăn đến nhường nào khi cậu mang trong mình một vết thương sâu".[6] JD McCrary vào vai Simba lúc nhỏ. Trong phiên bản lồng tiếng Việt, Hồ Trung Dũng đảm nhiệm vai Simba, còn Minh Chiến thể hiện vai Simba lúc nhỏ.
- Beyoncé Knowles-Carter vai Nala, người bạn thân xinh xắn thời thơ ấu của Simba và là vợ tương lai. (lồng tiếng Việt: Phương Vy)
  - Shahadi Wright-Joseph vai Nala khi còn nhỏ (lồng tiếng Việt: Thư Kỳ)
- James Earl Jones vai Mufasa, vị Vua của vùng đất nơi này và là cha đẻ của Simba. Jones giữ nguyên nhân vật mình đóng trong bộ phim gốc năm 1994.
- Chiwetel Ejiofor vai Scar, người em trai phản bội Mufasa và là chú của Simba, hắn luôn tìm cách chiếm lấy ngai vàng của Mufasa
- Alfre Woodard vai Sarabi, hoàng hậu của vùng đất này, bạn đời Mufasa và là mẹ của Simba (lồng tiếng Việt: Cát Tường)
- John Oliver vai Zazu, chú chim mỏ sừng đỏ, là cận thần đắc lực của Mufasa. (lồng tiếng Việt: Quốc Uy)
- John Kani vai Rafiki, lão khỉ đầu chó thông thái và khôn ngoan, là bạn thân và cánh tay phải của Mufasa[7]
- Billy Eichner vai Timon, chú chồn đất thông minh và, kết bạn và nhận nuôi Simba khi cậu còn nhỏ sau rời bỏ quê nhà. (lồng tiếng Việt: Lê Hữu Nghĩa)
- Seth Rogen vai Pumbaa, chú lợn rừng ngây thơ, có vai trò giống với người bạn thân Timon trong việc chăm sóc Simba (lồng tiếng Việt: Thiên Bảo)
- Florence Kasumba, Keegan-Michael Key và Eric Andre vai Shenzi, Kamari và Azizi, ba con linh cẩu đốm và là tay sai của Scar. Kamari và Azizi là tên đổi từ Banzai và Ed từ trong bộ phim gốc.

Ngoài ra, Penny Johnson Jerald cũng tham gia bộ phim với vai trò lồng tiếng cho Sarafina, mẹ của Nala. Amy Sedaris, Chance the Rapper, Josh McCrary và Phil LaMarr lần lượt lồng tiếng cho một con gà Phi, một con galago, một con chuột chù voi, và một con topi, đều là bạn bè của Timon và Pumbaa tại ốc đảo. J. Lee lồng tiếng cho một con linh cẩu đuổi theo Timon và Pumbaa.

## Sản xuất

### Phát triển
Vào ngày 28 tháng 9 năm 2016, Walt Disney Pictures đã xác nhận rằng Jon Favreau sẽ làm chỉ đạo cho bản remake của bộ phim hoạt hình Vua sư tử năm 1994, các bài hát trong bộ phim gốc cũng phát lại trong bản remake này, sau sự thành công của các phòng vé Disney bởi các bộ phim như Maleficent, Lọ Lem, Cậu bé rừng xanh và Người đẹp và quái vật với ba phần sau cũng nhận được những lời khen ngợi. Vào ngày 13 tháng 10, có thông tin cho rằng Disney đã thuê Jeff Nathanson viết kịch bản cho bản làm lại này, với câu chuyện nguyên gốc được viết bởi Brenda Chapman trong bộ phim gốc. Vào tháng 11, Favreau có một buổi nói chuyện với ComingSoon.net, cho biết công nghệ quay phim ảo mà anh sử dụng trong Cậu bé rừng xanh sẽ được sử dụng ở mức độ lớn hơn trong bộ phim The Lion King lần này. Mặc dù các phương tiện truyền thông đã chia sẻ rằng Vua sư tử là một bộ phim live action, nhưng nó thực sự sử dụng một loại hoạt hình do máy tính tạo ra. Disney cũng không xem bộ phim sắp tới như live action, chỉ nói rằng bộ phim sẽ sử dụng công nghệ giống của Cậu bé rừng xanh.

### Tuyển vai
Vào giữa tháng 2 năm 2017, Donald Glover đã được chọn vào vai Simba, còn James Earl Jones đảm nhận vai Mufasa. Đến tháng 4, Billy Eichner và Seth Rogen được chọn diễn vai Timon và Pumbaa. Lúc tháng 7, John Oliver vào vai Zazu. Tới tháng 8, Alfre Woodard và John Kani được công bố vào vai Sarabi và Rafiki.
Trước đó vào tháng 3, Beyoncé là lựa chọn hàng đầu của Favreau cho vai diễn Nala và anh cùng với hãng phim sẽ sẵn sàng đảm bảo thời gian luôn phù hợp với lịch trình của cô. Sau đó, cô được thông báo Nala sẽ là vai diễn chính thức của cô, Chiwetel Ejiofor sẽ đóng vai Scar, Eric Andre, Florence Kasumba và Keegan-Michael Key sẽ lần lượt lồng tiếng cho Azizi, Shenzi và Kamari, tiếp tục với JD McCrary và Shahadi Wright Joseph sẽ lồng tiếng cho Simba và Nala khi cả hai còn nhỏ. Vào tháng 11 năm 2018, Amy Sedaris được thông báo sẽ vào một vai diễn mới được tạo cho bộ phim.

### Quay phim
Việc sản xuất bộ phim bắt đầu vào giữa năm 2017 tại Los Angeles, California. Thời gian sau, Giám sát hiệu ứng hình ảnh, Rob Legato, đã tiết lộ rằng bộ phim sử dụng công cụ thực thế ảo để quay. Giám sát sản xuất thực tế ảo, Girish Balakrishnan, cho biết trên trang web của mình rằng các nhà làm phim gần như đều sử dụng công nghệ ghi hình chuyển động, VR và AR.

### Hậu kỳ
Moving Picture Company, nhà thầu chính của Cậu bé rừng xanh, là công ty chịu trách nhiệm thực hiện các hiệu ứng hình ảnh trong phim, dưới sự giám sát của Robert Legato, Elliot Newman và Adam Valdez. Phim sử dụng các "công cụ thực tế ảo", theo giám sát hiệu ứng hình ảnh Rob Legato. Giám sát sản xuất ảo Girish Balakrishnan tiết lộ trên trang web cá nhân của mình rằng các nhà làm phim đã sử dụng công nghệ ghi hình chuyển động và VR/AR. Theo Favreau, MPC đã làm việc cùng với hai công ty công nghệ Magnopus và Unity Technologies để xây dựng nền tảng công nghệ của bộ phim thông qua việc sử dụng phần mềm làm game Unity.
MPC phụ trách tất cả các cảnh quay VFX cho tác phẩm. Các con vật trong phim đều được thiết kế từ các tài liệu nghệ thuật và ảnh tham khảo. Từ đó các nhân vật được xây dựng; tất cả các khung, hình dáng, họa tiết và lông thú đã được kết xuất từng bước một để cải thiện dần chất lượng. Sau đó, phần hoạt hình của các con vật đều được thực hiện thủ công dựa trên các video tham khảo. Các chuyển động, cơ bắp, ánh mắt, nét mặt và cách thở đều đã được hoạt họa sinh động cho hơn 30 loài vật khác nhau. Môi trường bối cảnh của phim được tạo hoàn toàn bằng công nghệ CGI từ các tài liệu tham khảo như hình ảnh độ nét cao về phong cảnh châu Phi. Tất cả các kỹ xảo mô phỏng – chẳng hạn như nước, bụi và lửa – được tạo ra bằng cách kết hợp công nghệ VR với các cảnh quay thật bằng camera để các phân cảnh có thể được xây dựng kỹ thuật số trong môi trường mô phỏng VR. Phần mềm mới được phát triển cho bộ phim đã giúp đội ngũ làm phim tạo ra những cảnh quay rung lắc giống hệt như khi sử dụng máy quay cầm tay. Sean Bailey, Chủ tịch sản xuất của Disney, nói về hiệu ứng hình ảnh của bộ phim: "Đó là hình thức làm phim mới. Các định nghĩa trước đây đều không thể áp dụng. [Bộ phim] sử dụng một số kỹ thuật mà theo cách truyền thống sẽ được gọi là hoạt hình, và các kỹ thuật khác mà theo truyền thống được gọi là live-action. Đó là cuộc cách mạng công nghệ mà Jon [Favreau] từng thực hiện trong Cậu bé rừng xanh". Thay vì để các nhà làm phim hoạt hình tự thực hiện mọi công việc, đội ngũ làm phim đã sử dụng trí tuệ nhân tạo cho phép các nhân vật ảo hành xử bắt chước động vật thật. Cảnh duy nhất trong phim không phải hoạt hình là cảnh mặt trời mọc ở đầu phim.

### Âm nhạc
Vào ngày 1 tháng 11 năm 2017, có thông báo rằng Hans Zimmer sẽ trở lại để soạn nhạc cho bộ phim sắp tới, trước đó ông cũng soạn nhạc cho bản hoạt hình năm 1994. Vào ngày 28 tháng 11 năm 2017, có thông tin rằng Elton John đã ký hợp đồng với dự án remake để làm lại các tác phẩm âm nhạc của mình từ bộ phim gốc trước khi nghỉ hưu. Ngày hôm sau, có thông tin rằng Beyoncé sẽ hỗ trợ John trong việc làm lại bản nhạc của phim. Vào ngày 9 tháng 2 năm 2018, John đã báo cáo rằng anh, Tim Rice và Beyoncé sẽ tạo ra một bài hát mới cho phần credit cuối của bộ phim. Cuối tháng 2 cùng năm, bốn bài hát trong bộ phim gốc bao gồm: "Circle Of Life", "I Just Can't Wait To Be King", "Hakuna Matata" và "Can You Feel the Love Tonight"  sẽ được thực hiện bởi Beyoncé, Glover, Rogen và Eichner. Vào ngày 3 tháng 2 năm 2019, Skyler Shuler của The DisInsider đã nói rằng "Be Prepared" cũng sẽ có trong phim.

## Phát hành
Vua sư tử công chiếu ra mắt tại Hollywood vào ngày 9 tháng 7 năm 2019. Phim được công chiếu tại các rạp chiếu của Mỹ vào ngày 19 tháng 7 năm 2019 dưới định dạng IMAX và 3D. Phim bắt đầu ra mắt tại thị trường quốc tế một tuần trước khi phát hành tại Mỹ, bắt đầu từ ngày 12 tháng 7 tại Trung Quốc. Tại Việt Nam, phim được công chiếu vào ngày 19 tháng 7 năm 2019.

### Phương tiện tại gia
Vua sư tử được Walt Disney Studios Home Entertainment phát hành dưới định dạng phim số Digital HD vào ngày 11 tháng 10 năm 2019, theo sau là các phiên bản đĩa vật lý như DVD, Blu-ray và Ultra HD Blu-ray được phát hành vào ngày 22 tháng 10. Phim ra mắt trên nền tảng xem phim trực tuyến Disney+ vào ngày 28 tháng 1 năm 2020. Đây là một trong những phim điện ảnh chiếu rạp đầu tiên được ra mắt trên nền tảng này, cùng với Aladdin, Câu chuyện đồ chơi 4, Nữ hoàng băng giá II, Đại úy Marvel và Star Wars: Skywalker trỗi dậy.

## Đón nhận

### Doanh thu phòng vé
Vua sư tử thu về 543,6 triệu USD chỉ tính riêng tại thị trường Mỹ và Canada và 1,113 tỷ USD tại các quốc gia và vùng lãnh thổ khác, đưa tổng mức doanh thu toàn cầu lên tới 1,657 tỷ USD. Phim đạt doanh thu ra mắt toàn cầu là 446 triệu USD, là phim có doanh thu ra mắt cao thứ chín mọi thời đại, đồng thời cũng là là doanh thu mở màn cao nhất cho một bộ phim hoạt hình. Ngày 30 tháng 7 năm 2019, bộ phim đã thu về 1 tỷ USD, trở thành bộ phim thứ 42 đạt được cột mốc này, đồng thời là bộ phim hoạt hình nhanh đạt doanh thu 1 tỷ USD nhất khi chỉ mất 21 ngày để có được con số này, vượt qua kỷ lục trước đó của Gia đình siêu nhân 2 (46 ngày). Vua sư tử cũng là phim hoạt hình có doanh thu cao nhất mọi thời đại, phim ca nhạc có doanh thu cao nhất mọi thời đại, phim làm lại có doanh thu cao nhất mọi thời đại, phim hãng Walt Disney Pictures có doanh thu cao nhất mọi thời đại, phim điện ảnh có doanh thu cao nhất trong sự nghiệp của Favreau, phim điện ảnh có doanh thu cao thứ hai trong năm 2019 và phim điện ảnh có doanh thu cao thứ 7 mọi thời đại. Deadline Hollywood tính toán lợi nhuận ròng của bộ phim lên tới 580 triệu USD, sau khi tổng hợp và tính toán doanh thu cùng các khoản chi.
Tại thị trường Mỹ và Canada, bắt đầu từ ngày 24 tháng 6 năm 2019, tức ngày đánh dấu kỷ niệm 25 năm phát hành bộ phim gốc, chỉ trong 24 giờ mở bán vé trước, Vua sư tử đã trở thành phim có lượng đặt vé bán chạy thứ hai của năm 2019 trên Fandango (đứng sau Avengers: Hồi kết), trong khi trang Atom Tickets cho biết Vua sử tử là phim điện ảnh gia đình có doanh thu đặt vé ngày đầu tiên cao nhất từ trước đến nay trên trang của họ. Ba tuần trước khi phát hành, các chuyên gia dự đoán bộ phim sẽ thu về 150–170 triệu USD nội địa trong dịp cuối tuần ra mắt. Vào đầu tuần phim phát hành, nhiều trang tin ước tính phim sẽ thu về 180 triệu USD từ 4.725 rạp chiếu, đánh bại kỷ lục 4.662 của Avengers: Hồi kết. Phim thu về 77,9 triệu USD trong ngày đầu tiên công chiếu, bao gồm 23 triệu USD thu về từ suất chiếu sớm đêm thứ Năm. Sau ba ngày cuối tuần ra mắt, tác phẩm thu về 191,8 triệu USD, là số liệu doanh thu mở màn cao nhất đối với một phim điện ảnh làm lại từ phim hoạt hình của Disney (vượt Người đẹp và quái vật với 174,8 triệu USD), số liệu doanh thu mở màn cao nhất đối với một phim điện ảnh phát hành vào tháng 7 (vượt Harry Potter và Bảo bối Tử thần – Phần 2 với 169,2 triệu USD) và đối với một phim điện ảnh trong sự nghiệp của Favreau (vượt Người sắt 2 với 128,1 triệu USD). Trong dịp cuối tuần thứ hai công chiếu, phim có doanh thu sụt giảm cao hơn ước tính một chút – 60% – nhưng vẫn dẫn đầu doanh thu phòng vé với 76,6 triệu USD thu về. Vào dịp cuối tuần thứ ba công chiếu, Vua sư tử bị cướp mất ngôi dẫn đầu bởi tác phẩm mới ra mắt tuần đó là Fast & Furious: Hobbs & Shaw, tuy vậy vẫn thu về 38,5 triệu USD, và tổng doanh thu của phim cũng vượt qua mốc 400 triệu USD trong thời gian này. Ngày 21 tháng 8, Vua sư tử trở thành phim điện ảnh hoạt hình thứ hai đạt mốc doanh thu 500 triệu USD tại phòng vé Bắc Mỹ, sau Gia đình siêu nhân 2.
Tại thị trường quốc tế, Vua sư tử dự kiến thu về khoảng 450 triệu USD trong 10 ngày đầu tiên công chiếu, trong đó bao gồm 160–170 triệu USD từ dịp cuối tuần ra mắt. Tại Trung Quốc, nơi Vua sư tử được công chiếu một tuần trước các quốc gia khác, bộ phim được dự đoán sẽ thu về 50–60 triệu USD; cuối cùng, phim thu về 54,2 triệu USD tại thị trường này, vượt doanh thu ra mắt trước đó của Cậu bé rừng xanh và Người đẹp và quái vật. Trong 8 ngày đầu tiên công chiếu toàn cầu, phim đã thu về tổng cộng 751 triệu USD, trong đó có 351,8 triệu USD từ thị trường quốc tế. Con số này bao gồm 269,4 triệu USD từ dịp cuối tuần công chiếu (không tính Trung Quốc). Các thị trường có doanh thu ra mắt cao nhất của phim là Anh Quốc, Ireland và Malta (20,8 triệu USD), Pháp (19,6 triệu USD), México (18,7 triệu USD), Brasil (17,9 triệu USD), Hàn Quốc (17,7 triệu USD), Úc (17,1 triệu USD) và Nga (16,7 triệu USD, số liệu cao thứ hai từ trước đến nay ở quốc gia này). Tính đến ngày 16 tháng 9 năm 2019, năm thị trường lớn nhất của phim là Trung Quốc (120,4 triệu USD), Anh Quốc, Ireland và Malta (91,3 triệu USD), Pháp (79 triệu USD), Brasil (69,1 triệu USD, số liệu cao thứ hai mọi thời đại tại quốc gia này) và Nhật Bản (60 triệu USD). Vua sư tử trở thành phim hoạt hình và phim nhạc kịch đầu tiên đạt doanh thu 1 tỷ USD tại phòng vé quốc tế.

### Đánh giá chuyên môn
Trên hệ thống tổng hợp kết quả đánh giá Rotten Tomatoes, phim nhận được 52% lượng đồng thuận dựa theo 429 bài đánh giá, với điểm trung bình là 6/10. Các chuyên gia của trang web nhất trí rằng, "Dù có thể kiêu hãnh với những thành tựu ở phần hình ảnh, Vua sư tử lại thiếu đi nguồn năng lượng và cảm xúc vốn đã giúp cho phần phim gốc được nhiều người yêu mến – mặc dù đối với một số người hâm mộ, có khi chỉ cần như thế là đủ." Trên trang Metacritic, phần phim đạt số điểm 55 trên 100, dựa trên 54 nhận xét, chủ yếu là những ý kiến trái chiều. Lượt bình chọn của khán giả trên trang thống kê CinemaScore cho phần phim điểm "A" trên thang từ A+ đến F, trong khi đó trang PostTrak đánh giá bộ phim 4 trên 5 sao.
Kenneth Turan từ Los Angeles Times cho rằng tác phẩm này "bóng bẩy, thỏa mãn nhu cầu giải trí." Todd McCarthy từ The Hollywood Reporter thì cho rằng tác phẩm chưa bằng được so với bản gốc: "Sự thận trọng về mặt thẩm mỹ và tính dễ đoán của bộ phim bắt đầu giảm dần trong nửa cuối của tác phẩm." Trên The Guardian, Peter Bradshaw cho rằng tác phẩm "dễ xem và dễ thưởng thức. Nhưng tôi nhớ lắm cái sự đơn giản và sống động của những hình vẽ tay trong phiên bản gốc." Trong số các vai diễn lồng tiếng, vai của hai nhân vật Timon và Pumbaa của Eichner và Rogen nhận được sự khen ngợi nhiệt liệt từ giới phê bình, trong đó cây viết A. A. Dowd từ The A.V. Club đã tuyên bố: "Sau cùng thì chỉ có Billy Eichner và Seth Rogen, với tư cách là những người bạn đồng hành của Timon và Pumbaa, mới gây được nhiều ấn tượng; những trò đùa vui nhộn của họ đã đem lại cảm giác vừa mới mẻ, vừa đúng với tinh thần của chính các nhân vật – vốn là một công thức làm lại hoàn hảo."